# Mallotus rhamnifolius
Mallotus rhamnifolius är en törelväxtart som först beskrevs av Carl Ludwig von Willdenow, och fick sitt nu gällande namn av Johannes Müller Argoviensis. Mallotus rhamnifolius ingår i släktet Mallotus och familjen törelväxter. Inga underarter finns listade i Catalogue of Life.